# Elecciones a la Asamblea Constituyente de Ecuador de 2007
Las elecciones para asambleístas constituyentes de 2007 se llevaron a cabo el 30 de septiembre de aquel año en el Ecuador y sus embajadas en el extranjero. Las elecciones determinaron a los asambleístas que conformarían la Asamblea Nacional Constituyente, la cual tenía como objetivo la redacción de un nuevo texto constitucional para el país en reemplazo de la Constitución de 1998, siendo parte de las propuestas de campaña del presidente Rafael Correa, para consolidar su programa de gobierno. El total de curules era de 130, el cual integraba a 24 asambleístas elegidos a nivel nacional, 100 asambleístas elegidos a nivel provincial, y 6 asambleístas elegidos por los ciudadanos residentes en el exterior.
La conformación de una asamblea constituyente fue aprobada previamente en un referéndum aprobatorio desarrollado el 15 de abril del mismo año, por lo cual el ex Tribunal Supremo Electoral planificó el proceso electoral para determinar a los miembros de esta asamblea. Debido al gran número de candidatos y de listas (26 listas nacionales, 428 provinciales, y 44 de emigrantes) la elección fue considerada como la más compleja en desarrollarse en la historia ecuatoriana. Los resultados oficiales mostraron una muy amplia ventaja del partido oficialista Alianza PAIS, quienes lograron obtener 80 curules de 130 en disputa; muy por encima de otros partidos de oposición como Sociedad Patriótica que logró solo 19 escaños o el PRIAN que apenas obtuvo 8 plazas.
Los resultados finales se retrasaron por varios días lo cual produjo que el Tribunal Supremo Electoral no decrete a ningún asambleísta como oficial, solo como virtuales. Esto ocasionó que se retrase la inauguración de la Asamblea Nacional Constituyente, prevista para el 31 de octubre. Finalmente la asamblea inició sesiones el 30 de noviembre de 2007.

## Historia
La primera idea concreta de la conformación de una asamblea constituyente proviene de las promesas de Alfredo Palacio a comienzos de su gobierno interino. Luego en la campaña de Rafael Correa en el 2006, este promovía cambiar el texto constitucional, frente a otros candidatos que buscaban realizarse ciertas reformas a la Constitución de 1998. Correa, junto a su partido Alianza PAIS, logró pasar en segundo lugar a la segunda vuelta electoral en las elecciones presidenciales de 2006, tras el empresario Álvaro Noboa del PRIAN. Sin embargo, en el balotaje realizado el 26 de noviembre de 2006, el candidato de Alianza PAIS logró superar a Noboa, con lo cual quedaba electo para el cargo de presidente de Ecuador
Tras su posición en el cargo, en enero de 2007, Correa propuso la creación de la asamblea constituyente al Congreso Nacional, pero este organismo esta más predispuesto a la conformación de un congreso constitucional, que realizaría reformas a la constitución ya establecida. La tensión del ejecutivo contra el órgano legislativo se debía principalmente a que este estaba en su mayoría conformado por miembros de partidos políticos de la oposición.
Tras las discusiones entre el poder ejecutivo y el poder legislativo sobre las propuestas de cada uno, el gobierno recibió apoyo del Tribunal Supremo Electoral que decidió convocar un consulta popular, pero el Congreso protestó ante el desconocimiento de su autoridad sobre esa decisión por lo cual destituyó al presidente del Tribunal y enjuició a 4 vocales de dicho organismo. Sin embargo el Tribunal Electoral destituyó a 57 diputados de la oposición, dándole con ello una nueva mayoría legislativa al oficialismo, la cual aprobó el sometimiento de la decisión de la constituyente a referéndum.
Según los datos proporcionados por el TSE, el 81.72% de los votantes correspondientes a 5,354,595 sufragios votó por el sí, mientras que el no alcanzó un 12.43% correspondientes a 814,323 votos, los votos en blanco alcanzaron un 0,78% y los inválidos fueron el 5.07%.

## Resultados
|                                                                      |                                    | Partido                                                                                            | Votos     | %      | Asambleístas | Asambleístas | Asambleístas | Asambleístas |
| Nac.                                                                 | Prov.                              | Partido                                                                                            | Votos     | %      | Ext.         | Total        |              |              |
| -------------------------------------------------------------------- | ---------------------------------- | -------------------------------------------------------------------------------------------------- | --------- | ------ | ------------ | ------------ | ------------ | ------------ |
| 35                                                                   |                                    | Alianza PAIS (PAIS)                                                                                | 3.690.680 | 64,49  | 15           | 59           | 6            | 80           |
| 3                                                                    |                                    | Partido Sociedad Patriótica 21 de Enero (PSP)                                                      | 410902    | 6,59   | 2            | 17           | —            | 19           |
| 7                                                                    |                                    | Partido Renovador Institucional de Acción Nacional (PRIAN)                                         | 377137    | 2,71   | 2            | 6            | —            | 8            |
| 6                                                                    |                                    | Partido Social Cristiano (PSC)                                                                     | 240932    | 1,57   | 1            | 4            | —            | 5            |
| 29                                                                   |                                    | Red Ética y Democracia (RED)                                                                       | 155089    | 0,92   | 1            | 2            | —            | 3            |
| 15                                                                   |                                    | Movimiento Popular Democrático (MPD)                                                               | 107589    | 0,81   | 1            | 3            | —            | 4            |
| 1                                                                    |                                    | Una Nueva Opción (UNO)                                                                             | 89849     | 0,73   | 1            | 1            | —            | 2            |
| 10                                                                   |                                    | Partido Roldosista Ecuatoriano (PRE)                                                               | 62951     | 0,69   | —            | 1            | —            | 1            |
| 17 18                                                                |                                    | Alianza - Partido Socialista-Frente Amplio (PS-FA) - Pachakutik (MUPP)                             | 52650     | 0,58   | —            | 4            | —            | 4            |
| 27                                                                   |                                    | Movimiento Honradez Nacional (MHN)                                                                 | 51505     | 0,55   | 1            | —            | —            | 1            |
| 31                                                                   |                                    | Acuerdo Nacional (MANA)                                                                            | 46355     | 0,51   | —            | —            | —            | —            |
| 12 32                                                                |                                    | Alianza - Izquierda Democrática - Poder Ciudadano                                                  | 42349     | 0,37   | —            | 2            | —            | 2            |
| 11                                                                   |                                    | Partido Libertad (PL)                                                                              | 41776     | 0,36   | —            | —            | —            | —            |
| 38                                                                   |                                    | Movimiento Blanco Ecuatoriano por la Reivindicación de los Pobres (MBERP)                          | 40632     | 0,28   | —            | —            | —            | —            |
| 5                                                                    |                                    | Unión Demócrata Cristiana (UDC)                                                                    | 39487     | 0,24   | —            | —            | —            | —            |
| 42                                                                   |                                    | Movimiento Independiente Laicos Comprometidos (MILC)                                               | 34337     | 0,21   | —            | —            | —            | —            |
| 152                                                                  |                                    | Movimiento Fuerza Ecuatoriana (MFE)                                                                | 33192     | 0.41   | —            | —            | —            | —            |
| 23                                                                   |                                    | Compromiso Cívico Cristiano con la Comunidad (C4)                                                  | 32048     | 0.39   | —            | —            | —            | —            |
| 45 53 39                                                             |                                    | Alianza - Cambio siglo XXI - Movimiento Agroecológico Ecuatoriano - Movimiento Tierra Fértil (MTF) | 31475     | 0.38   | —            | —            | —            | —            |
| 51                                                                   |                                    | Concertación Nacional Democrática (MCND)                                                           | 29.194    | 0.33   | —            | —            | —            | —            |
| 50                                                                   |                                    | Movimiento Independiente Polo Democrático (MIPD)                                                   | 29186     | 0.32   | —            | —            | —            | —            |
| 55                                                                   |                                    | Movimiento Nacional por la Concertación Social (MNCS)                                              | 21174     | 0.29   | —            | —            | —            | —            |
| 40                                                                   |                                    | Movimiento Independiente Justo y Solidario (MIJS)                                                  | 20602     | 0.20   | —            | —            | —            | —            |
| 25                                                                   |                                    | Movimiento Nacional por la Conciliación Social (MNCN)                                              | 16024     | 0.17   | —            | —            | —            | —            |
| 155                                                                  |                                    | Triunfo Mil (MTM)                                                                                  | 13734     | 0.17   | —            | —            | —            | —            |
| 151                                                                  |                                    | Integración y Transformación Social (MITS)                                                         | 12.023    | 0.12   | —            | —            | —            | —            |
| 99                                                                   |                                    | Movimiento Ciudadano Independiente Futuro Ya (MCIFY)                                               | —         | —      | —            | 1            | —            | 1            |
|                                                                      |                                    | |           |        |              |              |              |              |
| Votos emitidos/participación 73.2%                                   | Votos emitidos/participación 73.2% | Votos emitidos/participación 73.2%                                                                 | 4,039,393 | 100.00 | 24           | 100          | 6            | 130          |
| Nulos                                                                | Nulos                              | Nulos                                                                                              | 665,776   |        | 24           | 100          | 6            | 130          |
| Blancos                                                              | Blancos                            | Blancos                                                                                            | 429,120   |        | 24           | 100          | 6            | 130          |
| Total                                                                | Total                              | Total                                                                                              | 5,134,289 |        | 24           | 100          | 6            | 130          |
| Fuente: TSE Archivado el 25 de diciembre de 2007 en Wayback Machine. |                                    | |           |        |              |              |              |              |

## Nómina de asambleístas electos

### Asambleístas nacionales
| Partido                                         | Asambleísta             | Asambleísta                 | Asambleísta             |
| ----------------------------------------------- | ----------------------- | --------------------------- | ----------------------- |
| Alianza PAIS                                    |                         |                             | Alberto Acosta Espinosa |
| Alianza PAIS                                    |                         | Fernando Cordero Cueva      |                         |
| Alianza PAIS                                    |                         | Aminta Buenaño Rugel        |                         |
| Alianza PAIS                                    |                         | Tatiana Hidrovo Quiñonez    |                         |
| Alianza PAIS                                    |                         | Pedro de la Cruz            |                         |
| Alianza PAIS                                    |                         | Mónica Chuji Gualinga       |                         |
| Alianza PAIS                                    |                         | César Rodríguez             |                         |
| Alianza PAIS                                    |                         | Rosanna Queirolo Anda       |                         |
| Alianza PAIS                                    |                         | Norman Wray Reyes           |                         |
| Alianza PAIS                                    |                         | Tania Hermida Palacios      |                         |
| Alianza PAIS                                    |                         | Fernando Salazar Granda     |                         |
| Alianza PAIS                                    |                         | Betty Amores Flores         |                         |
| Alianza PAIS                                    | Jaime Eduardo Alcívar   |                             |                         |
| Alianza PAIS                                    |                         | María Augusta Calle Andrade |                         |
| Alianza PAIS                                    | Héctor Terán Aguirre    |                             |                         |
| Partido Sociedad Patriótica                     |                         |                             | Gilmar Gutiérrez Borbúa |
| Partido Sociedad Patriótica                     | Catalina Ayala Murrieta |                             |                         |
| Partido Renovador Institucional Acción Nacional |                         |                             | Álvaro Noboa Pontón     |
| Partido Renovador Institucional Acción Nacional |                         | Vicente Taiano Álvarez      |                         |
| Partido Social Cristiano                        |                         |                             | César Rohón Hervas      |
| Red Ética y Democracia                          |                         |                             | León Roldós Aguilera    |
| Movimiento Popular Democrático                  |                         |                             | Jorge Escala Zambrano   |
| Una Nueva Opción                                |                         |                             | Mae Montaño Valencia    |
| Movimiento Honradez Nacional                    |                         |                             | Ximena Bohórquez Romero |

### Asambleístas provinciales

#### Azuay
| Partido                     | Asambleísta | Asambleísta             | Asambleísta          |
| --------------------------- | ----------- | ----------------------- | -------------------- |
| Alianza PAIS                |             | Fernando Vega Cuesta    | Fernando Vega Cuesta |
| Alianza PAIS                |             | Rosana Alvarado Carrión |                      |
| Alianza PAIS                |             | Jaime Abril Abril       |                      |
| Alianza PAIS                |             | Betty Tola Bermeo       |                      |
| Partido Sociedad Patriótica |             | Rory Regalado Silva     | Rory Regalado Silva  |

#### Bolívar
| Partido                                       | Asambleísta | Asambleísta                 | Asambleísta                 |
| --------------------------------------------- | ----------- | --------------------------- | --------------------------- |
| Alianza PAIS Partido Socialista Frente Amplio |             | María Pazmiño García (PAIS) | María Pazmiño García (PAIS) |
| Partido Sociedad Patriótica                   |             |                             | Holger Chávez Canales       |
| Movimiento Popular Democrático Pachakutik     |             |                             | Carlos Pilamunga (MUPP)     |

#### Cañar
| Partido                     | Asambleísta | Asambleísta         | Asambleísta            |
| --------------------------- | ----------- | ------------------- | ---------------------- |
| Alianza PAIS                |             |                     | Santiago Correa Padrón |
| Alianza PAIS                |             | María Molina Crespo |                        |
| Partido Sociedad Patriótica |             |                     | Rómulo Romo Sacoto     |

#### Carchi
| Partido               | Asambleísta | Asambleísta    | Asambleísta                 |
| --------------------- | ----------- | -------------- | --------------------------- |
| Alianza PAIS          |             |                | Nelson López Jacome         |
| Alianza PAIS          |             | Iván Rodríguez |                             |
| Izquierda Democrática |             |                | Fernando Burbano Montenegro |

#### Chimborazo
| Partido                                                                                          | Asambleísta             | Asambleísta                  | Asambleísta                  |
| ------------------------------------------------------------------------------------------------ | ----------------------- | ---------------------------- | ---------------------------- |
| Alianza PAIS                                                                                     |                         |                              | Mauro Andino Reinoso         |
| Alianza PAIS                                                                                     | Margarita Morocho Naula |                              |                              |
| Partido Sociedad Patriótica                                                                      |                         |                              | Julio Logroño Vivar          |
| Izquierda Democrática Movimiento Popular Democrático Partido Socialista Frente Amplio Pachakutik |                         | Pedro Morales Morocho (MUPP) | Pedro Morales Morocho (MUPP) |

#### Cotopaxi
| Partido                     | Asambleísta                   | Asambleísta | Asambleísta                |
| --------------------------- | ----------------------------- | ----------- | -------------------------- |
| Alianza PAIS                |                               |             | Patricio Pazmiño Corrales  |
| Alianza PAIS                | María Isabel Segovia Estrella |             |                            |
| Partido Sociedad Patriótica |                               |             | Fernando Alarcón Estupiñan |
| Pachakutik                  |                               |             | Gilberto Guamangate Ante   |

#### El Oro
| Partido                  | Asambleísta             | Asambleísta | Asambleísta        |
| ------------------------ | ----------------------- | ----------- | ------------------ |
| Alianza PAIS             |                         |             | Galo Borja Pérez   |
| Alianza PAIS             | Rosario Palacios Torres |             |                    |
| Alianza PAIS             | Necker Franco Maldonado |             |                    |
| Partido Social Cristiano |                         |             | Jorge Fadul Franco |

#### Esmeraldas
| Partido                        | Asambleísta           | Asambleísta | Asambleísta             |
| ------------------------------ | --------------------- | ----------- | ----------------------- |
| Alianza PAIS                   |                       |             | Gabriel Rivera López    |
| Alianza PAIS                   | Antonio Lara Quiñonez |             |                         |
| Movimiento Popular Democrático |                       |             | Abel Ávila Portocarrero |
| Partido Roldosista Ecuatoriano |                       |             | César Gracia Gamez      |

#### Galápagos
| Partido                                            | Asambleísta | Asambleísta | Asambleísta                    |
| -------------------------------------------------- | ----------- | ----------- | ------------------------------ |
| Alianza PAIS Movimiento de Identidad Provincial    |             |             | Eduardo Sánchez Paredes (PAIS) |
| Partido Sociedad Patriótica Red Ética y Democracia |             |             | Alfredo Ortiz Cobos (PSP)      |

#### Guayas
| Partido                                         | Asambleísta              | Asambleísta                  | Asambleísta            |
| ----------------------------------------------- | ------------------------ | ---------------------------- | ---------------------- |
| Alianza PAIS                                    |                          |                              | Rolando Panchana Farra |
| Alianza PAIS                                    | Diana Acosta Jaramillo   |                              |                        |
| Alianza PAIS                                    |                          | María José de Luca Uria      |                        |
| Alianza PAIS                                    |                          | Gustavo Darquea Darquea      |                        |
| Alianza PAIS                                    | Oswaldo Orrala Muñoz     |                              |                        |
| Alianza PAIS                                    |                          | Amanda Arboleda Rodríguez    |                        |
| Alianza PAIS                                    |                          | Balerio Estacio Valencia     |                        |
| Alianza PAIS                                    |                          | Gina Godoy Andrade           |                        |
| Alianza PAIS                                    | Guillermo Touma González |                              |                        |
| Alianza PAIS                                    |                          | Sofía Espin Reyes            |                        |
| Partido Social Cristiano                        |                          |                              | Cristina Reyes Hidalgo |
| Partido Social Cristiano                        |                          | María Cristina Kronfle Gómez |                        |
| Partido Renovador Institucional Acción Nacional |                          |                              | Annabella Azín Arce    |
| Partido Renovador Institucional Acción Nacional | Xavier Ledesma Ginatta   |                              |                        |
| Partido Sociedad Patriótica                     |                          |                              | Rafael Esteves Moncayo |
| Una Nueva Opción                                |                          |                              | Eduardo Maruri Miranda |
| Red Ética y Democracia                          |                          |                              | Martha Roldós Bucaram  |
| Movimiento Popular Democrático                  |                          |                              | Lenín Hurtado Angulo   |

#### Imbabura
| Partido                                         | Asambleísta | Asambleísta                         | Asambleísta                   |
| ----------------------------------------------- | ----------- | ----------------------------------- | ----------------------------- |
| Alianza PAIS Partido Socialista Frente Amplio   |             |                                     | Marcos Martínez Flores (PAIS) |
| Alianza PAIS Partido Socialista Frente Amplio   |             | Marisol Peñafiel Montesdeoca (PAIS) |                               |
| Partido Renovador Institucional Acción Nacional |             |                                     | Andrés Pavón Mesa             |

#### Loja
| Partido                     | Asambleísta     | Asambleísta          | Asambleísta          |
| --------------------------- | --------------- | -------------------- | -------------------- |
| Alianza PAIS                |                 |                      | Gorki Aguirre Torres |
| Alianza PAIS                |                 | José Picoita Quezada |                      |
| Alianza PAIS                | Ana Moser Cazar |                      |                      |
| Partido Sociedad Patriótica |                 |                      | Héctor Gómez Gómez   |

#### Los Ríos
| Partido                                         | Asambleísta                | Asambleísta        | Asambleísta               |
| ----------------------------------------------- | -------------------------- | ------------------ | ------------------------- |
| Alianza PAIS                                    |                            |                    | María Elena Gómez Verduga |
| Alianza PAIS                                    | Julio Chactong Veintemilla |                    |                           |
| Alianza PAIS                                    | Fanny Sotomayor Morán      |                    |                           |
| Partido Sociedad Patriótica                     |                            |                    | Galo Lara Yépez           |
| Partido Renovador Institucional Acción Nacional |                            | Gissel Rosado León | Gissel Rosado León        |

#### Manabí
| Partido                                         | Asambleísta | Asambleísta                | Asambleísta                 |
| ----------------------------------------------- | ----------- | -------------------------- | --------------------------- |
| Alianza PAIS                                    |             |                            | Trajano Andrade Viteri      |
| Alianza PAIS                                    |             | María Soledad Vela Cheroni |                             |
| Alianza PAIS                                    |             | Félix Alcívar Mera         |                             |
| Alianza PAIS                                    |             | Ricardo Zambrano Arteaga   |                             |
| Alianza PAIS                                    |             | Teresa Benavides Zambrano  |                             |
| Partido Renovador Institucional Acción Nacional |             |                            | Tito Nilton Mendoza Guillen |
| Partido Sociedad Patriótica                     |             |                            | Humberto Guillem Murillo    |
| Partido Social Cristiano                        |             |                            | Leonardo Viteri Velasco     |

#### Morona Santiago
| Partido                                                | Asambleísta | Asambleísta           | Asambleísta                      |
| ------------------------------------------------------ | ----------- | --------------------- | -------------------------------- |
| Alianza PAIS Movimiento Independiente Fuerza Amazónica |             |                       | Franklin Puente Peñaranda (PAIS) |
| Partido Sociedad Patriótica                            |             | Dionicio Cando Flores | Dionicio Cando Flores            |

#### Napo
| Partido                                                                                                  | Asambleísta | Asambleísta               | Asambleísta               |
| --- | ----------- | ------------------------- | ------------------------- |
| Partido Sociedad Patriótica                                                                              |             |                           | Sergio Chacón Padilla     |
| Pachakutik Movimiento de Nacionalidad y Pueblo del Napo-Shayri Movimiento Político Independiente de Napo |             | César Grefa Aviléz (MUPP) | César Grefa Aviléz (MUPP) |

#### Orellana
| Partido                                                | Asambleísta | Asambleísta           | Asambleísta               |
| ------------------------------------------------------ | ----------- | --------------------- | ------------------------- |
| Alianza PAIS Movimiento Independiente Fuerza Amazónica |             |                       | Mario Játiva Reyes (PAIS) |
| Partido Sociedad Patriótica                            |             | Laly Caicedo Guerrero | Laly Caicedo Guerrero     |

#### Pastaza
| Partido                                     | Asambleísta | Asambleísta | Asambleísta                 |
| ------------------------------------------- | ----------- | ----------- | --------------------------- |
| Movimiento Popular Democrático Alianza PAIS |             |             | Denise Coka Bastidas (PAIS) |
| Partido Sociedad Patriótica                 |             |             | Francisco Cisneros Ruiz     |

#### Pichincha
| Partido                                          | Asambleísta                    | Asambleísta                 | Asambleísta                   |
| ------------------------------------------------ | ------------------------------ | --------------------------- | ----------------------------- |
| Alianza PAIS                                     |                                |                             | María Paula Romo Rodríguez    |
| Alianza PAIS                                     |                                | Paco Velasco Andrade        |                               |
| Alianza PAIS                                     |                                | Pilar Núñez Cañizares       |                               |
| Alianza PAIS                                     |                                | Jaime Ruiz Nicolaide        |                               |
| Alianza PAIS                                     |                                | Alexandra Ocles Padilla     |                               |
| Alianza PAIS                                     |                                | Virgilio Hernández Enríquez |                               |
| Alianza PAIS                                     |                                | María José Carrión Cevallos |                               |
| Alianza PAIS                                     |                                | Germánico Pinto Troya       |                               |
| Alianza PAIS                                     | Rosa Elena de la Torre Benítez |                             |                               |
| Partido Sociedad Patriótica                      |                                |                             | Fausto Lupera Martínez        |
| Movimiento Ciudadano Independiente "Futuro YA"   |                                |                             | Pablo Lucio-Paredes Fernández |
| Partido Renovador Institucional Acción Nacional  |                                |                             | Wladimir Vargas Anda          |
| Red Ética y Democracia                           |                                |                             | Luis Hernández Peñaherrera    |
| Izquierda Democrática Movimiento Poder Ciudadano |                                |                             | Diego Borja Cornejo (PC)      |

#### Sucumbíos
| Partido                                    | Asambleísta | Asambleísta               |
| ------------------------------------------ | ----------- | ------------------------- |
| Alianza PAIS Mushuk Inti Alianza Amazónica |             | Hilda Roca Bosquez (PAIS) |
| Partido Sociedad Patriótica                |             | Manuel Mendoza Cobeña     |

#### Tungurahua
| Partido                     | Asambleísta                | Asambleísta             | Asambleísta           |
| --------------------------- | -------------------------- | ----------------------- | --------------------- |
| Alianza PAIS                |                            | Gerardo Nicola Garcés   | Gerardo Nicola Garcés |
| Alianza PAIS                |                            | Irina Cabezas Rodríguez |                       |
| Alianza PAIS                | Vicente Masaquiza Chicaiza |                         |                       |
| Partido Sociedad Patriótica |                            |                         | Romel Rivera Carvajal |

#### Zamora Chinchipe
| Partido      | Asambleísta | Asambleísta          | Asambleísta          |
| ------------ | ----------- | -------------------- | -------------------- |
| Alianza PAIS |             |                      | Jorge Calvas         |
| Pachakutik   |             | Jorge Sarango Lozano | Jorge Sarango Lozano |

### Asambleístas del exterior

#### América Latina, el Caribe, y África
| Partido      | Asambleísta               | Asambleísta | Asambleísta                |
| ------------ | ------------------------- | ----------- | -------------------------- |
| Alianza PAIS |                           |             | Eduardo Zambrano Cabanilla |
| Alianza PAIS | Gabriela Quezada Calderón |             |                            |

#### Estados Unidos y Canadá
| Partido      | Asambleísta | Asambleísta           | Asambleísta          |
| ------------ | ----------- | --------------------- | -------------------- |
| Alianza PAIS |             |                       | Guido Rivas Vasconez |
| Alianza PAIS |             | Linda Machuca Moscoso |                      |

#### Europa, Asia, y Oceanía
| Partido      | Asambleísta             | Asambleísta | Asambleísta           |
| ------------ | ----------------------- | ----------- | --------------------- |
| Alianza PAIS |                         |             | Edison Narváez Guerra |
| Alianza PAIS | Mercedes Panta Figueroa |             |                       |

Fuente: 

## Nómina de asambleístas de la Comisión Legislativa y de Fiscalización
Al finalizar la Asamblea Constituyente, esta designó de entre sus miembros a los integrantes de la Comisión Legislativa y de Fiscalización, conocida como el "Congresillo", la cual funcionaría como el poder legislativo de forma transitoria, conformada por 76 de los 130 asambleístas constituyentes, teniendo las facultades constitucionales de la Asamblea Nacional.
| Asambleísta | Asambleísta                 | Bancada      | Lista Electoral                        | Partido          |
| ----------- | --------------------------- | ------------ | -------------------------------------- | ---------------- |
|             | Fernando Cordero Cueva      | PAIS         | PAIS                                   | PAIS             |
|             | Aminta Buenaño Rugel        | PAIS         | PAIS                                   | PAIS             |
|             | Tatiana Hidrovo Quiñonez    | PAIS         | PAIS                                   | PAIS             |
|             | Pedro de la Cruz            | PAIS         | PAIS                                   | PAIS             |
|             | César Rodríguez             | PAIS         | PAIS                                   | PAIS             |
|             | Norman Wray Reyes           | PAIS         | PAIS                                   | PAIS             |
|             | Tania Hermida Palacios      | PAIS         | PAIS                                   | PAIS             |
|             | Fernando Salazar Granda     | PAIS         | PAIS                                   | PAIS             |
|             | Gilmar Gutiérrez Borbúa     | PSP          | PSP                                    | PSP              |
|             | Vicente Taiano Álvarez      | Sin bancada  | PRIAN                                  | PRIAN            |
|             | César Rohón Hervas          | Sin bancada  | PSC                                    | PSC              |
|             | León Roldós Aguilera        | Sin bancada  | RED                                    | RED              |
|             | Jorge Escala Zambrano       | Aliados PAIS | MPD                                    | MPD              |
|             | Ximena Bohórquez Romero     | Sin bancada  | Honradez Nacional                      | Ind.             |
|             | Rosana Alvarado Carrión     | PAIS         | PAIS                                   | PAIS             |
|             | Jaime Abril Abril           | PAIS         | PAIS                                   | PAIS             |
|             | Betty Tola Bermeo           | PAIS         | PAIS                                   | PAIS             |
|             | María Pazmiño García        | PAIS         | PAIS - PS-FA                           | PAIS             |
|             | Holger Chávez Canales       | PSP          | PSP                                    | PSP              |
|             | Carlos Pilamunga            | Aliados PAIS | MPD - Pachakutik                       | Pachakutik       |
|             | Santiago Correa Padrón      | PAIS         | PAIS                                   | PAIS             |
|             | Rómulo Romo Sacoto          | PSP          | PSP                                    | PSP              |
|             | Nelson López Jacome         | PAIS         | PAIS                                   | PAIS             |
|             | Fernando Burbano Montenegro | Aliados PAIS | ID                                     | ID               |
|             | Mauro Andino Reinoso        | PAIS         | PAIS                                   | PAIS             |
|             | Julio Logroño Vivar         | PSP          | PSP                                    | PSP              |
|             | Patricio Pazmiño Corrales   | PAIS         | PAIS                                   | PAIS             |
|             | Fernando Alarcón Estupiñan  | PSP          | PSP                                    | PSP              |
|             | Gilberto Guamangate Ante    | Aliados PAIS | Pachakutik                             | Pachakutik       |
|             | Rosario Palacios Torres     | PAIS         | PAIS                                   | PAIS             |
|             | Jorge Fadul Franco          | Sin bancada  | PSC                                    | PSC              |
|             | Gabriel Rivera López        | PAIS         | PAIS                                   | PAIS             |
|             | Abel Ávila Portocarrero     | Aliados PAIS | MPD                                    | MPD              |
|             | César Gracia Gamez          | PAIS         | PRE                                    | PAIS             |
|             | Eduardo Sánchez Paredes     | PAIS         | PAIS - Identidad Provincial            | PAIS             |
|             | Rolando Panchana Farra      | PAIS         | PAIS                                   | PAIS             |
|             | María José de Luca Uria     | PAIS         | PAIS                                   | PAIS             |
|             | Gustavo Darquea Darquea     | PAIS         | PAIS                                   | PAIS             |
|             | Amanda Arboleda Rodríguez   | PAIS         | PAIS                                   | PAIS             |
|             | Balerio Estacio Valencia    | PAIS         | PAIS                                   | PAIS             |
|             | Cristina Reyes Hidalgo      | Sin bancada  | PSC                                    | PSC              |
|             | Annabella Azín Arce         | Sin bancada  | PRIAN                                  | PRIAN            |
|             | Rafael Esteves Moncayo      | PSP          | PSP                                    | PSP              |
|             | Eduardo Maruri Miranda      | Sin bancada  | Una Nueva Opción                       | Una Nueva Opción |
|             | Martha Roldós Bucaram       | Sin bancada  | RED                                    | RED              |
|             | Marcos Martínez Flores      | PAIS         | PAIS - PS-FA                           | PAIS             |
|             | Andrés Pavón Mesa           | Sin bancada  | PRIAN                                  | PRIAN            |
|             | Gorki Aguirre Torres        | PAIS         | PAIS                                   | PAIS             |
|             | José Picoita Quezada        | PAIS         | PAIS                                   | PAIS             |
|             | María Elena Gómez Verduga   | PAIS         | PAIS                                   | PAIS             |
|             | Evelyn Pamela Falconí Loqui | PAIS         | PAIS                                   | PAIS             |
|             | Galo Lara Yépez             | PSP          | PSP                                    | PSP              |
|             | Trajano Andrade Viteri      | PAIS         | PAIS                                   | PAIS             |
|             | María Soledad Vela Cheroni  | PAIS         | PAIS                                   | PAIS             |
|             | Félix Alcívar Mera          | PAIS         | PAIS                                   | PAIS             |
|             | Tito Nilton Mendoza Guillen | Sin bancada  | PRIAN                                  | PRIAN            |
|             | Humberto Guillem Murillo    | PSP          | PSP                                    | PSP              |
|             | Franklin Puente Peñaranda   | PAIS         | PAIS - Fuerza Amazónica                | PAIS             |
|             | Sergio Chacón Padilla       | PSP          | PSP                                    | PSP              |
|             | Mario Játiva Reyes          | PAIS         | PAIS - Fuerza Amazónica                | PAIS             |
|             | Denise Coka Bastidas        | PAIS         | MPD - PAIS                             | PAIS             |
|             | María Paula Romo Rodríguez  | PAIS         | PAIS                                   | PAIS             |
|             | Paco Velasco Andrade        | PAIS         | PAIS                                   | PAIS             |
|             | Pilar Núñez Cañizares       | PAIS         | PAIS                                   | PAIS             |
|             | Jaime Ruiz Nicolaide        | PAIS         | PAIS                                   | PAIS             |
|             | Alexandra Ocles Padilla     | PAIS         | PAIS                                   | PAIS             |
|             | Wilfrido Ruiz Fuentes       | Sin bancada  | Futuro YA                              | Futuro YA        |
|             | Diego Borja Cornejo         | Aliados PAIS | ID - Poder Ciudadano                   | Poder Ciudadano  |
|             | Hilda Roca Bosquez          | PAIS         | PAIS - Mushuk Inti - Alianza Amazónica | PAIS             |
|             | Irina Cabezas Rodríguez     | PAIS         | PAIS                                   | PAIS             |
|             | Romel Rivera Carvajal       | PSP          | PSP                                    | PSP              |
|             | Jorge Calvas                | PAIS         | PAIS                                   | PAIS             |
|             | Jorge Sarango Lozano        | Aliados PAIS | Pachakutik                             | Pachakutik       |
|             | Eduardo Zambrano Cabanilla  | PAIS         | PAIS                                   | PAIS             |
|             | Guido Rivas Vasconez        | PAIS         | PAIS                                   | PAIS             |
|             | Edison Narváez Guerra       | PAIS         | PAIS                                   | PAIS             |

## Asambleístas que dejaron sus curules
| Asambleísta                      | Partido   | Motivo      | Reemplazo                        | Partido   | Ref.   |
| -------------------------------- | --------- | ----------- | -------------------------------- | --------- | ------ |
| Álvaro Noboa Pontón              | PRIAN     | Destitución | Carlos Julio Arosemena Arosemena | PRIAN     | [ 11 ] |
| Carlos Julio Arosemena Arosemena | PRIAN     | Renuncia    | Sara Elizabeth Paredes Garcés    | PRIAN     | [ 12 ] |
| Xavier Ledesma Ginatta           | PRIAN     | Renuncia    | Jorge García Miranda             | PRIAN     | [ 13 ] |
| Jorge García Miranda             | PRIAN     | Renuncia    | Roberto Ponce Noboa              | PRIAN     | [ 14 ] |
| Julio Chactong Veintemilla       | PAIS      | Renuncia    | Evelyn Pamela Falconí Loqui      | PAIS      | [ 15 ] |
| Pablo Lucio-Paredes Fernández    | Futuro YA | Renuncia    | Wilfrido Ruiz Fuentes            | Futuro YA | [ 16 ] |